# Clase Almirante Padilla
La Clase Almirante Padilla es una serie de fragatas. Son los más armados y principales buques de la Armada de Colombia. Fueron construidas por Howaldtswerke-Deutsche Werft en Kiel, Alemania. Diseñadas en base del casco del proyecto FS-1500, de las cuatro fragatas construidas para la Armada de Colombia, se encuentran todas actualmente en servicio.

## Unidades
| Identificativo | Nombre            | Fecha Comisionada | Fecha retirada |
| -------------- | ----------------- | ----------------- | -------------- |
| FM-51          | Almirante Padilla | 31-10-1983        | -              |
| FM-52          | Caldas            | 12-02-1984        | -              |
| FM-53          | Antioquia         | 30-04-1984        | -              |
| FM-54          | Independiente     | 27-07-1984        | -              |

## Mejoras

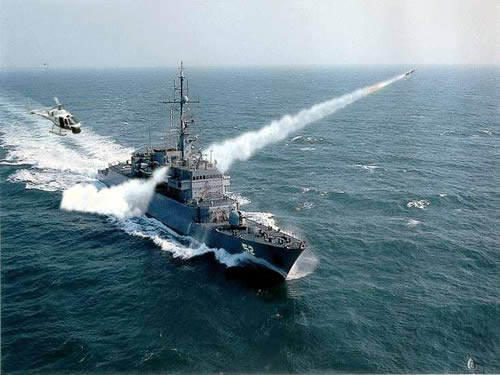
Fragata ARC Caldas disparando un misil Exocet sobrevolando un helicóptero AS-555 SN Fennec.

Entre 1989 y 1990, los motores originales MTU, que funcionaban con keroseno; fueron sustituidos por 4 motores Diesel MTU. Debido a la carencia de defensa antiaérea eficaz en estos buques, se tomó la determinación de adaptar el sistema de Misiles SIMBAD sobre los Mistral, con telémetros optrónicos.
En 1999, nuevamente el incremento de hostilidades obligó a la Armada a adoptar el sistema Data-Link entre las distintas unidades a flote y aeronaves.
En el 2008 se anunció la repotenciación de estas fragatas donde se les van a cambiar los motores, los sistemas de Radar, Armamento y electrónica. El proyecto de modernización presupone inversiones del orden de US$400 millones, este plan está enmarcado dentro del Plan Orión.
Entre las mejoras a adelantar son:
- Radar de Navegación y vigilancia de superficie Terma Scanter-2001.
- Carta electrónica WECDIS Master, con pedestal.
- Girocompás Estándar 22 G/GM con ocho repetidores y tres aliadas.
- Ecosonda buques de más de 1500 toneladas.
- GPS (Global Positioning System)
- AIS (Sistema de Identificación Automática).
- Estación Meteorológica
- Navtex
- Compás Magnético CASSENS & PLAT GmbH T12/1 REFLECTA 3 ISO 613.

El 29 de agosto de 2015 se disparó la munición guiada DART desde el cañón Oto Melara de 76 mm modernizado a sistema 'Strales'. La DART (Driven Ammunition Reduced Time of flight) -munición guiada de tiempo reducido- fue comprada por la Armada en 2012, probada en el mar Caribe e instalada en sus fragatas clase Padilla.